# Municipio de Lakin (condado de Barton)
El municipio de Lakin (en inglés: Lakin Township) es un municipio ubicado en el condado de Barton en el estado estadounidense de Kansas. En el año 2010 tenía una población de 262 habitantes y una densidad poblacional de 1,52 personas por km².

## Geografía
El municipio de Lakin se encuentra ubicado en las coordenadas 38°23′14″N 98°34′0″O / 38.38722, -98.56667. Según la Oficina del Censo de los Estados Unidos, el municipio tiene una superficie total de 172.47 km², de la cual 172,06 km² corresponden a tierra firme y (0,24 %) 0,41 km² es agua.

## Demografía
Según el censo de 2010, había 262 personas residiendo en el municipio de Lakin. La densidad de población era de 1,52 hab./km². De los 262 habitantes, el municipio de Lakin estaba compuesto por el 98,85 % blancos, el 0,38 % eran afroamericanos y el 0,76 % eran de una mezcla de razas. Del total de la población el 0 % eran hispanos o latinos de cualquier raza.